# Roza Șerban
Roza Șerban (n. 26 februarie 1881, Căpușu Mare, județul Cluj - d. secolul XX) a fost deputat în Marea Adunare Națională de la Alba Iulia, organismul legislativ reprezentativ al „tuturor românilor din Transilvania, Banat și Țara Ungurească”, cel care a adoptat hotărârea privind Unirea Transilvaniei cu România, la 1 decembrie 1918.

## Educație
Roza Șerban a absolvit Școala Normală de Fete din Blaj în anul 1898. A urmat apoi Institutul Pedagogic Superior din Budapesta.

## Biografie
Roza Șerban a fost profesoară Ia Liceul de Fete din Blaj din 1899 până în 1920. În anul 1912 s-a căsătorit cu profesorul, ajuns mai târziu director al Liceului ,,Dragoș Vodă" din Sighet, Mihail Șerban.
Odată cu anexarea de către Ungaria a Nordului Transilvaniei în urma dictatului de la Viena, Universitatea din Cluj s-a refugiat la Sibiu iar Roza Șerban, făcând parte din corpul profesoral, a urmat aceeași cale. 
În 1945 a rămas văduvă în Sibiu, orașul refugiului unde și-a înmormântat soțul. Odată cu revenirea Universității s-a stabilit la Cluj împreună cu fiica sa.

## Activitate
În 1911, cu ocazia semicentenarului Astrei, a aranjat secția „Arta Națională” a expoziției organizate în cadrul Adunării Generale de la Blaj. Despre această expoziție și mai ales despre secția de artă națională Nicolae Iorga a scris un articol elogios.
Din anul 1916 până în anul 1920 a fost vicepreședinte a Reuniunii Femeilor Române din Blaj. În această calitate, Roza Șerban a reprezentat Reuniunea la Actul Unirii de la Alba-Iulia din 1 decembrie 1918.
În 1920 a fost profesoară la cursurile pregătitoare de profesori de la Universitatea din Cluj. Tot în acest an a înființat Reuniunea Femeilor Române din Sighet a cărei președinte a fost până în anul 1932. Din anul 1933 până la refugiul din 1940 a fost președinte a Crucii Roșii, filiala Sighet. În această calitate a înființat dispensare la Borșa, Sighet, Petrova etc.
Pentru activitatea școlară și extrașcolară Ministerul Instrucțiunii a decorat-o cu Ordinul Muncii, clasa I.

## Decorații
- Ordinul Muncii, clasa I.